# 林競忠
林競忠（1914年7月8日—1977年10月31日）。福建省南安縣洪瀨鎮人。民國37年（1948年）在農會南區當選第一屆立法委員

## 生平[1]
八歲就讀於洪瀨公立小學，每試輒列前茅，後轉入私立蓬深小學，卒業後，貧不能繼，乃隨父學藝，以佐家計。其後入中國國民黨主辦之連城社工班進修。民國二十四年，先生加入中國國民黨，並在里中創立珙瀨書局，兼營印刷事業。旋出任南安縣洪瀨區黨部書記，稍後復兼任洪瀨鎮聯保主任(卽今之鎮長)，爲本鄉輿利除弊，備受農民愛戴，因而當選南安縣農會理事長，成績爲全省冠，乃進而膺福建省農會理事長之選，並任中國國民黨幅建省黨部執行委員。及抗戰軍興，先生鑒於閩南爲我僑胞故鄉，出力出錢，不繫綦鉅，乃返里邀集同志，組織宜傳隊伍，徒步至各鄉鎮，宣揚中樞長期抗戰之決策。民國三十六年擧行民意代表選擧。先生以高票當選，而對各地華僑寄望尤殷。先生熟稔僑情，乃於立法院中參加僑務委員會工作，民國三十九年秋，先生前往東南亞各地宜慰僑胞，所至莫不竭誠待人，肝膽相照，各地僑領皆樂與之交而傾心相處，用能不辱使命，備收籠絡之功。五十三年間，各地僑領響應政府招徠僑資之號召，擬合資在臺籌設華僑信託公司，而委先生總其事，歷時七載，備曾艱辛，終於五十九年十月正式成立。
先生於民國二十五年成婚，德配陳碧珍女士出於同邑梅山鄉望族，生丈夫子六：一雄、一鶚、一元、一夔、一民、一椽。
先生體素健，兩月前突感腹部不適，入榮民總醫院診治，醫斷爲膽結石，建議於調養後施行手術，以免後患。十月二十六日開刀後，不意發現肝部生癌，流血不止，昏迷不醒，於六十六年十月三十一日午夜十一時四十五分與世長辭，享壽六十有四，河山未復，哲人遽萎，可不痛哉！